# Нгой, Кафула
Кафула Нгой (фр. Kafula Ngoie; 11 ноября 1945, Бельгийское Конго) — заирский футболист, полузащитник.

## Биография
С 1970 года по 1975 год играл за заирский клуб «ТП Мазембе» из города Лубумбаши.
Выступал за национальную сборную Заира. Участник двух Кубков африканских наций. В 1972 в Камеруне и победном 1974 в Египте.
В 1974 году главный тренер Заира Благоя Видинич вызвал Нгоя на чемпионат мира, который проходил в ФРГ и стал первым мундиалем для Заира в истории. Кафула был заявлен под 17 номером. В своей группе команда заняла последнее 4 место, уступив Шотландии, Бразилии и Югославии. Нгой на турнире не провёл ни одного матча.
Всего за сборную Заира провёл 8 матчей.

## Достижения
- Победитель Кубка африканских наций (1): 1974